# Diecezja Pittsburgh
Diecezja Pittsburgh (łac. Dioecesis Pittsburgensis, ang. Diocese of Pittsburgh) jest diecezją Kościoła rzymskokatolickiego w metropolii Filadelfia w Stanach Zjednoczonych. Swym zasięgiem obejmuje południowo-zachodnią część stanu Pensylwania.

## Historia
V Synod Prowincjonalny w Baltimore obradujący w maju 1843 wystosował petycję do Rzymu o potrzebie ustanowienia nowej diecezji w Pensylwanii. Miała ona obejmować zachodnie tereny ówczesnej diecezji filadelfijskiej. Odpowiedź Stolicy Apostolskiej nadeszła szybko. Diecezja z siedzibą w Pittsburghu została kanonicznie erygowana 11 sierpnia 1843 przez papieża Grzegorza XVI. Pierwszym ordynariuszem został kapłan pochodzenia irlandzkiego Michael O’Connor SJ (1810-1872), dotychczasowy wikariusz generalny zachodniej Pensylwanii i proboszcz w Pittsburghu. Diecezja kilkakrotnie traciła część terytoriów na rzecz nowo tworzonych diecezji: Erie (1853), Allegheny (1876, zlikwidowana w 1889), Altoona (1901) i Greensburg (1951).

## Ordynariusze
- Michael O’Connor SJ (1843–1853)
- Michael Domenec CM (1860–1876)
- John Tuigg (1876–1889)
- Richard Phelan (1889–1904)
- John Francis Regis Canevin (1904–1921)
- Hugh Charles Boyle (1921–1950)
- John Francis Dearden (1950–1958)
- John Joseph Wright (1959–1969)
- Vincent Martin Leonard (1969–1983)
- Anthony Bevilacqua (1983–1987)
- Donald Wuerl (1988–2006)
- David Zubik (2007–2025)
- Mark Eckman (od 2025)